# Neurospora crassa
Espèce
Neurospora crassa est une espèce de champignons filamenteux de la division des Ascomycota. Sa première observation documentée est basée sur une infestation de boulangeries françaises en 1843.
Dans son environnement naturel, N. crassa vit surtout en région tropicale et subtropicale. On en trouve par exemple sur de la matière végétale morte après un incendie.

## Étymologie
Le nom du genre, qui signifie "spore nerveuse" en grec, se réfère aux rayures caractéristiques des spores qui ressemblent à des axones.

## Organisme modèle
N. crassa est un organisme modèle très utilisé en science pour plusieurs raisons :
- Il pousse facilement et rapidement.
- Son cycle de vie haploïde simplifie l'analyse génétique, car les traits récessifs se manifesteront dans la descendance.
- Son génome de 7 chromosomes a été entièrement séquencé en 2003[3].

Neurospora a notamment permis :
- à Edward Tatum et George Wells Beadle, lors d'expériences qui leur valurent le Prix Nobel de physiologie ou médecine, d'exposer des N. crassa à des rayons X, ce qui provoque des mutations puis des déficiences des voies métaboliques dues à des erreurs sur des enzymes spécifiques. Cela entraîna l'hypothèse « un gène, une enzyme », qui stipule que des gènes spécifiques encodent des protéines spécifiques. Cette hypothèse a été solidifiée par le travail de Norman Horowitz travaillant aussi sur la Neurospora.
- de démontrer pour la première fois chez un champignon l'existence d'une horloge biologique circadienne et endogène[4],[5],[6],[7] et de plusieurs oscillateurs responsables de ce rythme circadien[8],[9]. 
De plus, quand sa seule source d'azote est le nitrate, une enzyme (nitrate réductase) se comporte quand elle est active comme un oscillateur endogène (en situation continue d'obscurité ou de lumière). C'est une boucle de rétroaction négative qui entretient ce rythme, avec l'implication probable de glutamine qui inhiberait l'activité du gène de la nitrate réductase ; c'est le premier exemple d'un rythme endogène nycthéméral nutritionnellement induit[10].
- d'étudier de nombreux aspects de la biologie cellulaire et la biochimie et en particulier d'élucider des événements moléculaires impliqués dans l'épigénétique, la désactivation de certains gènes, la polarité cellulaire, la fusion cellulaire, le développement... 
Cultivé en boite de Petri dans une obscurité constante, ce champignon forme autour du point d'inoculation de très nettes vagues successives et régulières de conidiation (formation de spores asexuées), sur un rythme (quasi-circadien) de 22 h. Au contraire, en pleine lumière, la conidiation est constante. Une souche mutante montre l'importance du gène VVD (codant le photorécepteur impliqués dans la photo-adaptation) [11],[12].

## Génomique
Dans son édition du 24 avril 2003, la revue Nature annonçait que le génome de N. crassa était complètement séquencé.

Le génome a une longueur d'environ 43 mégabases et comporte environ 10 000 gènes. 

## Recherche actuelle
Outre être un organisme modèle exploité dans l'étude de caractéristiques phénotypiques, la Neurospora crassa est aussi un organisme particulièrement utile et largement utilisé en bio-informatique et en lien avec l'horloge circadienne. Son cycle reproductif naturel dure 22 heures et peut être affecté par des facteurs externes comme la luminosité.